# Champagne e spine
Champagne e spine è il secondo mixtape del rapper italiano Emis Killa, pubblicato l'11 ottobre 2010 dalla Blocco Recordz.

## Tracce
Testi di Emiliano Giambelli.
1. Click clack – 2:46
2. K.I.L.L.A. – 3:22
3. Ho visto (feat. Ensi) – 2:44
4. Romanzo criminale (feat. Daniele Vit) – 3:46
5. Capo status (feat. Gué Pequeno) – 2:46
6. Neve e fango – 2:58
7. I'm the Shit (feat. Vacca) – 2:31
8. I 3 tempi – 3:44
9. Bla bla (feat. Marracash) – 3:06
10. Ombre (feat. Rayden) – 3:03
11. Grigio (feat. G. Soave, Duellz, Cane Secco) – 4:29
12. Apatia – 3:07
13. Milano male (feat. Jake La Furia) – 2:20
14. Champagne e spine (feat. Entics) – 3:22
15. Conseguenze (feat. Raige) – 2:57
16. Consapevolezza (feat. Bassi Maestro, G. Soave) – 2:48
17. Ciò che perdi (Outro) – 2:01
18. Pum pum pum rmx – 2:44
19. B-Rex cricca (feat. G. Soave, Duellz, Dafa aka Kilkenny, Gabba, Agon, Cecka) – 3:13

## Formazione
Musicisti
- Emis Killa – voce
- Ensi – voce aggiuntiva (traccia 3)
- Daniele Vit – voce aggiuntiva (traccia 4)
- Gué Pequeno – voce aggiuntiva (traccia 5)
- Vacca – voce aggiuntiva (traccia 7)
- Marracash – voce aggiuntiva (traccia 9)
- Rayden – voce aggiuntiva (traccia 10)
- DDP
  - G. Soave – voce aggiuntiva (traccia 11, 16 e 19)
  - Duellz – voce aggiuntiva (traccia 11 e 19)
- Cane Secco – voce aggiuntiva (traccia 11)
- Jake La Furia – voce aggiuntiva (traccia 13)
- Entics – voce aggiuntiva (traccia 14)
- Raige – voce aggiuntiva (traccia 15)
- Bassi Maestro – voce aggiuntiva (traccia 16)
- Dafa aka Kilkenny – voce aggiuntiva (traccia 19)
- Gabba – voce aggiuntiva (traccia 19)
- Agon – voce aggiuntiva (traccia 19)
- Cecka – voce aggiuntiva (traccia 19)

Produzione
- Big Fish – produzione (traccia 1)
- Vox P – produzione (tracce 2 e 11)
- Rayden – produzione (tracce 3 e 10)
- Ill Freddo – produzione (tracce 4, 15, 16 e 17)
- Don Joe – produzione (tracce 5, 6 e 13)
- Bassi Maestro – produzione (tracce 7 e 8)
- Big Joe – produzione (traccia 9)
- Nais – produzione (tracce 12 e 14)
- Exo – produzione (traccia 18)
- Cecka – produzione (traccia 19)